# 佩雷斯帕 (利維夫州)
50°24′6″N 24°26′30″E / 50.40167°N 24.44167°E
佩雷斯帕（烏克蘭語：Переспа），是烏克蘭西部的村落，隸屬利沃夫州舍普季茨基区索卡利市鎮，距離塔爾塔基夫7公里，距離拉代希夫約28公里，始建於1425年，面積1.57平方公里，海拔高度210米，2001年人口742。